# Rallye d'Alsace
Organisé par la FFSA, le Rallye d'Alsace, ou Rallye de France-Alsace, est une étape du Championnat du monde des rallyes de 2010 à 2014. Cette nouvelle course a remplacé le Tour de Corse en tant que manche française du WRC, s'installant dans la région natale de Sébastien Loeb, alors encore sextuple champion du monde des rallyes. Le Crédit mutuel et Total figurent parmi ses soutiens financiers.

## Histoire
Son siège décisionnel est basé à Strasbourg (ainsi que son départ), ville à quelque 200 kilomètres de Trèves où se déroule également le rallye d'Allemagne. Son trajet passe entre autres par Mulhouse où la firme automobile Peugeot est fermement implantée. Les épreuves spéciales de campagne passent par des collines boisées aux routes humides et glissantes et par de petits villages (vallée de Munster...), mais aussi par des zones viticoles (massif des grands crus, vignoble de Cleebourg, entre autres). Toujours à l'image du rallye germanique voisin, l'une des E.S. s'est également disputée au sein d'un camp militaire, celui de Bitche (en 2010). L'arrivée est désormais établie à Haguenau.
Il succède à la compétition nationale du Rallye Alsace-Vosges, disputée à 25 reprises de 1984 à 2009, et déjà gagnée par Sébastien Loeb en 2001 (Bernard Béguin le remportant à trois reprises consécutives de 1991 à 1993).
En 2010, le rallye de France - Alsace compte également comme sixième manche du Championnat de France des rallyes et prend le nom de Rallye de France – Grand National. Le hasard veut que Sébastien Loeb et Daniel Elena y fêtent leur septième titre, alors même que la course passe par Haguenau, la ville d'enfance du champion alsacien.
En 2011, le rallye est de nouveau au calendrier WRC, en tant que onzième des treize rallyes de la saison. Un accord est en effet trouvé en janvier 2010 pour maintenir l'épreuve dans cette région. Un même protocole est encore conclu en 2012 et 2013.
À la suite du désengagement financier des collectivités locales, le rallye de France quitte l'Alsace en 2015 et fait son retour en Corse.

### Classements

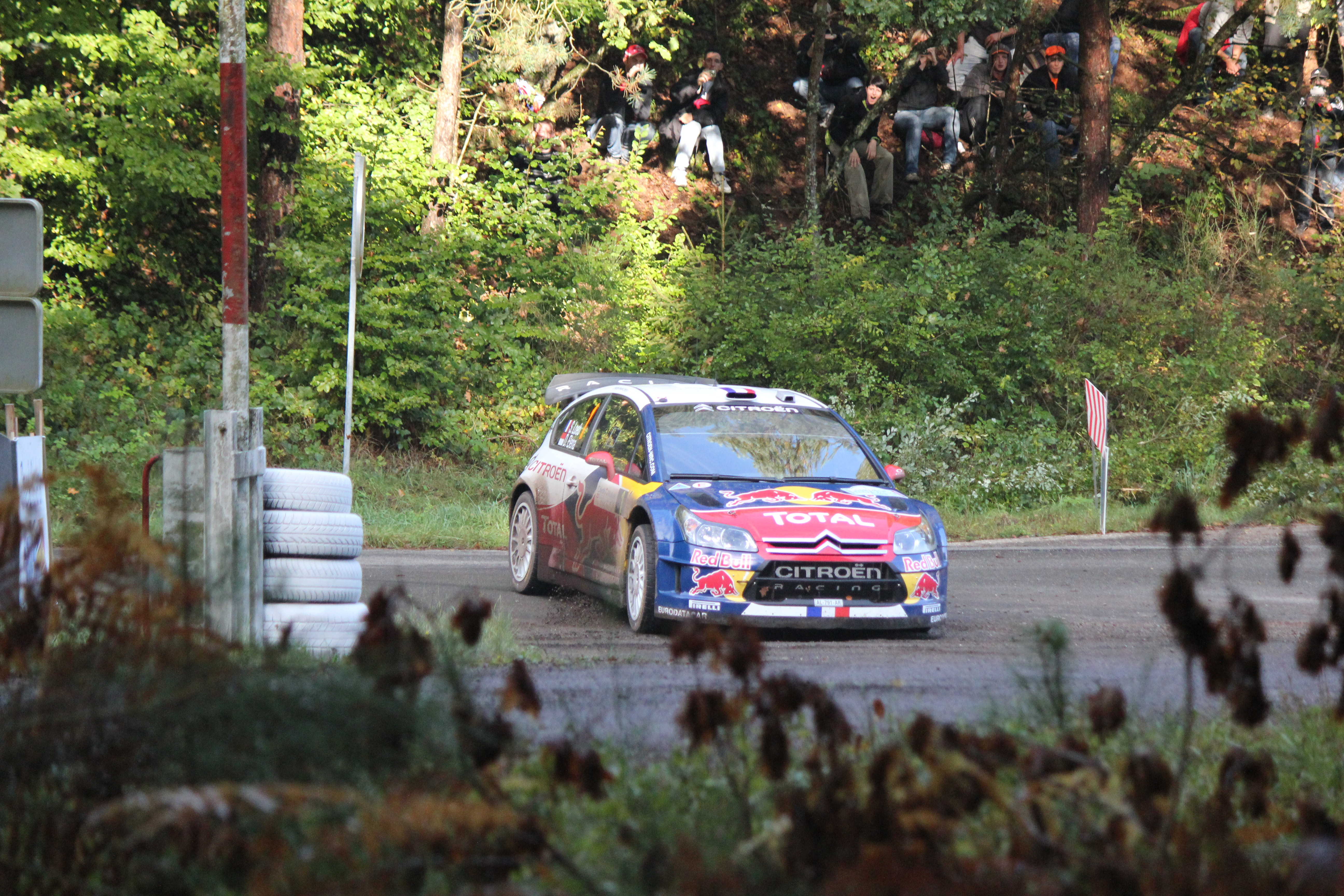
Sébastien Loeb, le vainqueur 2010, durant l'ES18 "Camp de Bitche".

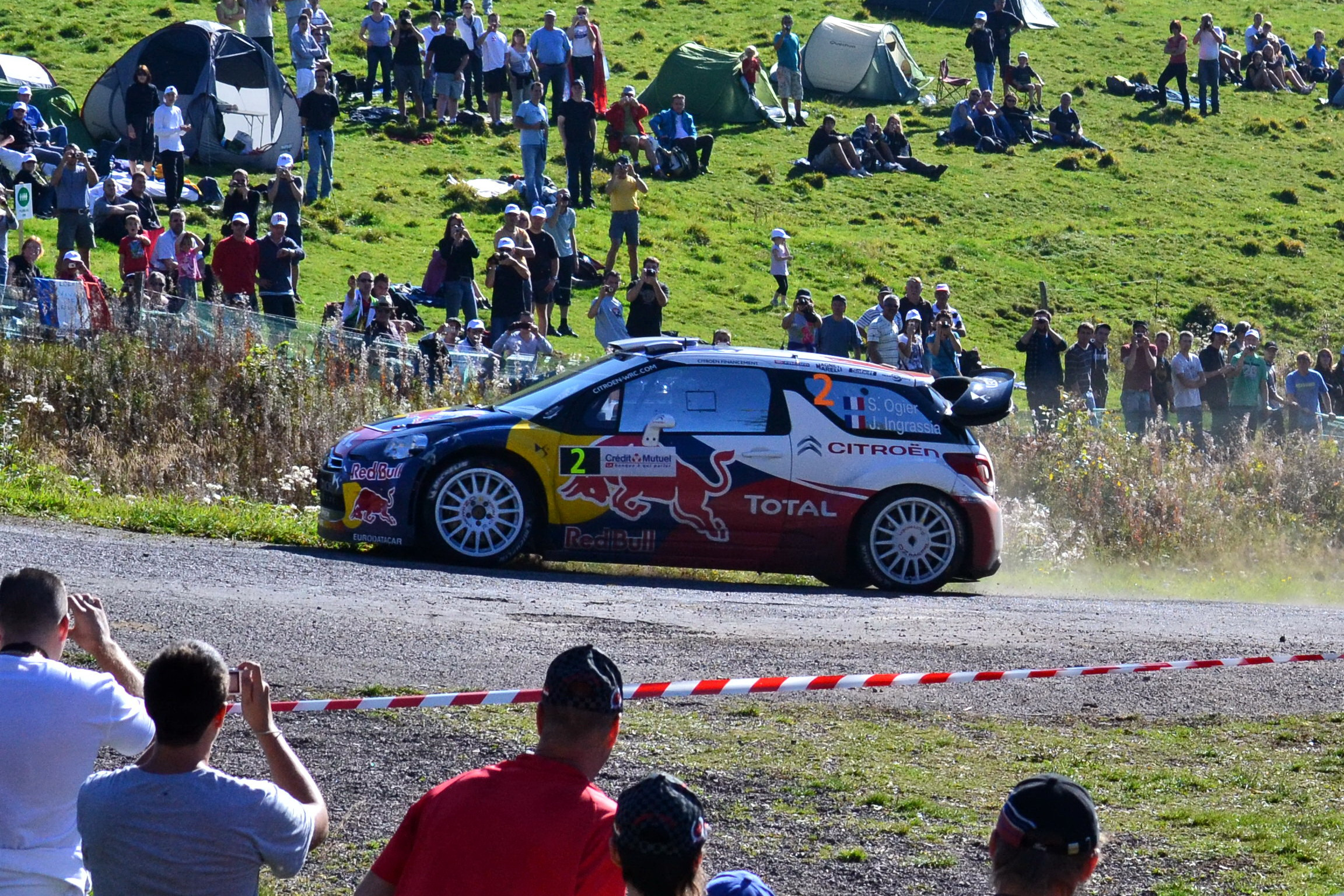
Sébastien Ogier, le vainqueur 2011, durant l'ES12 "Grand Ballon".

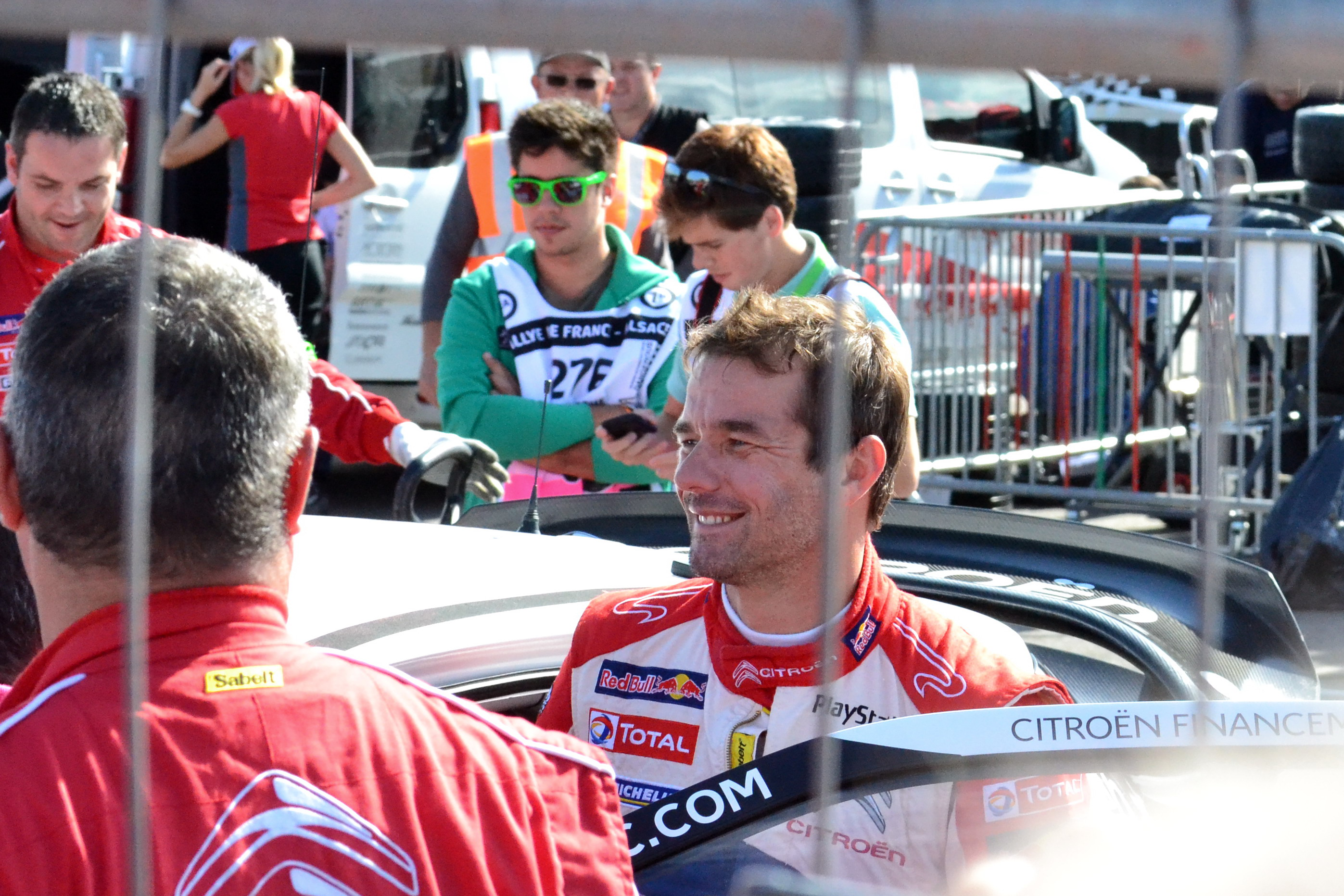
Sébastien Loeb, le vainqueur 2012, au parc d'assistance de Colmar.

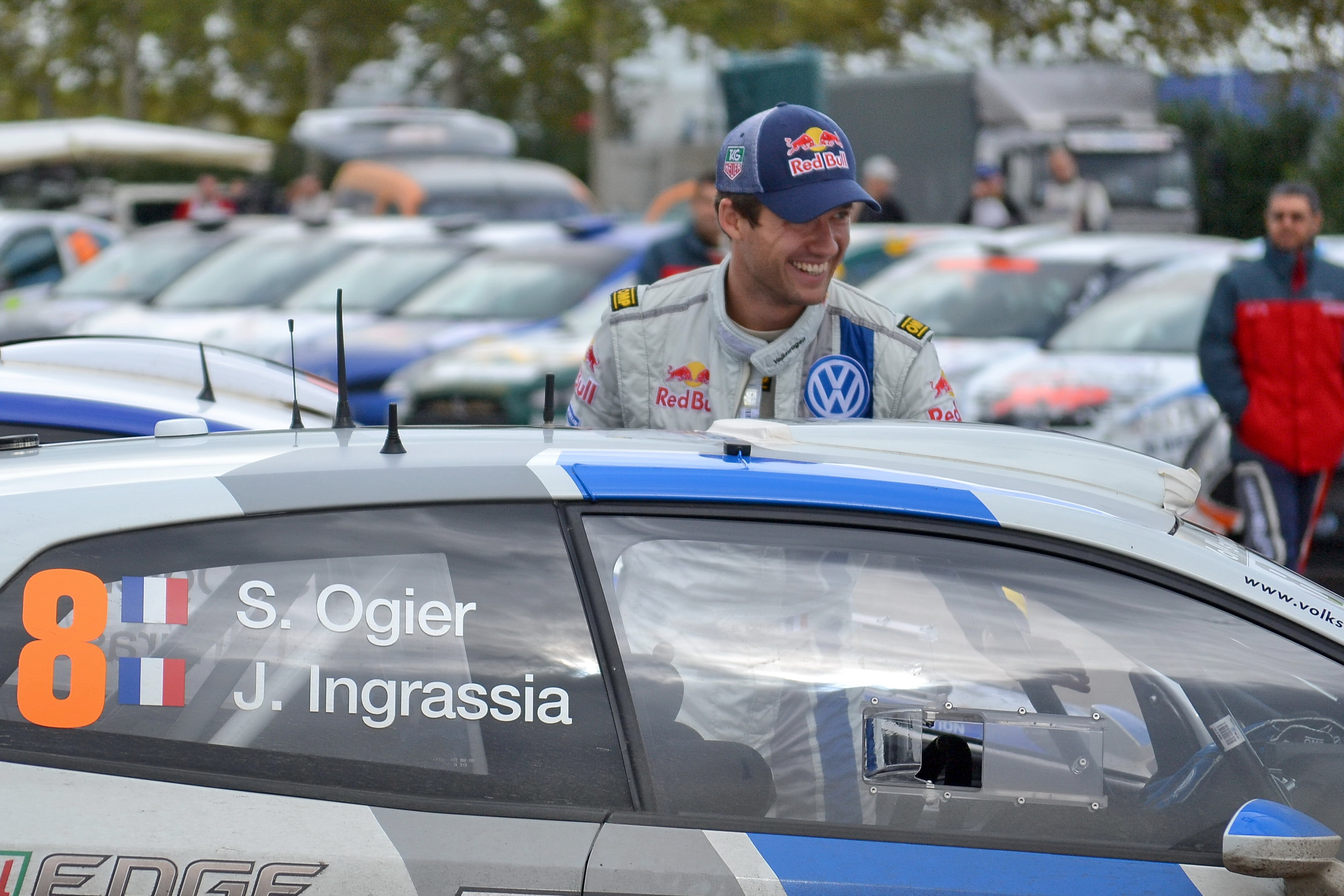
Sébastien Ogier, le vainqueur 2013, au parc d'assistance de Colmar.

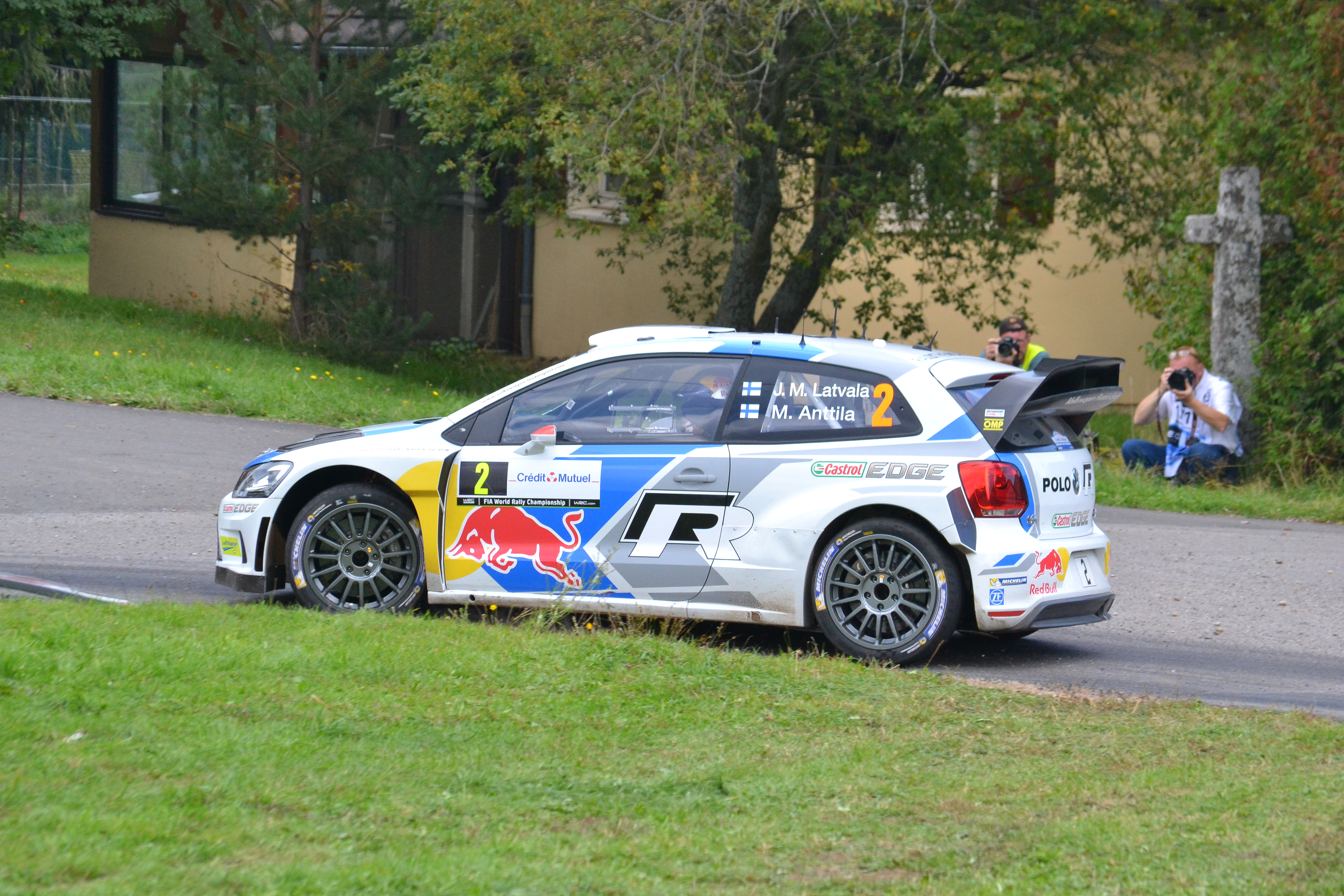
Jari-Matti Latvala, le vainqueur 2014, durant l'ES12 "Soultzeren - Le Grand Hohnack 2".

## Palmarès
| Année | Pilote             | Copilote         | Voiture               |
| ----- | ------------------ | ---------------- | --------------------- |
| 2010  | Sébastien Loeb     | Daniel Elena     | Citroën C4 WRC        |
| 2011  | Sébastien Ogier    | Julien Ingrassia | Citroën DS3 WRC       |
| 2012  | Sébastien Loeb     | Daniel Elena     | Citroën DS3 WRC       |
| 2013  | Sébastien Ogier    | Julien Ingrassia | Volkswagen Polo R WRC |
| 2014  | Jari-Matti Latvala | Miikka Anttila   | Volkswagen Polo R WRC |